# Lilli Carati
Lilli Carati, de son vrai nom Ileana Caravati, (née le 23 septembre 1956 à Varèse, morte le 21 octobre 2014 à Besano) est une actrice italienne.

## Biographie

### Sa jeunesse
Ileana Caravati grandit à Varèse, dans une famille de commerçants aisés.
Elle passe une enfance choyée et est scolarisée dans une institution religieuse. Adolescente, Lilli se destine au métier de mannequin. C'est le 8 septembre 1974 qu'elle attire l'attention en terminant deuxième à l’élection de Miss Italie qui se tient à Reggio de Calabre. Elle y remporte le titre de « Miss Eleganza » devant un jury qui se compose, entre autres, de l'acteur Lando Buzzanca, du réalisateur Giuseppe Patroni Griffi et du producteur Franco Cristaldi. Sur l'invitation de ce dernier, la jeune fille, accompagnée de son père, se rend à Rome pour passer des essais, sans toutefois trop y croire. Ces essais se révèlent concluants et le cinéma détourne la jolie brune du mannequinat

### La reine de beauté

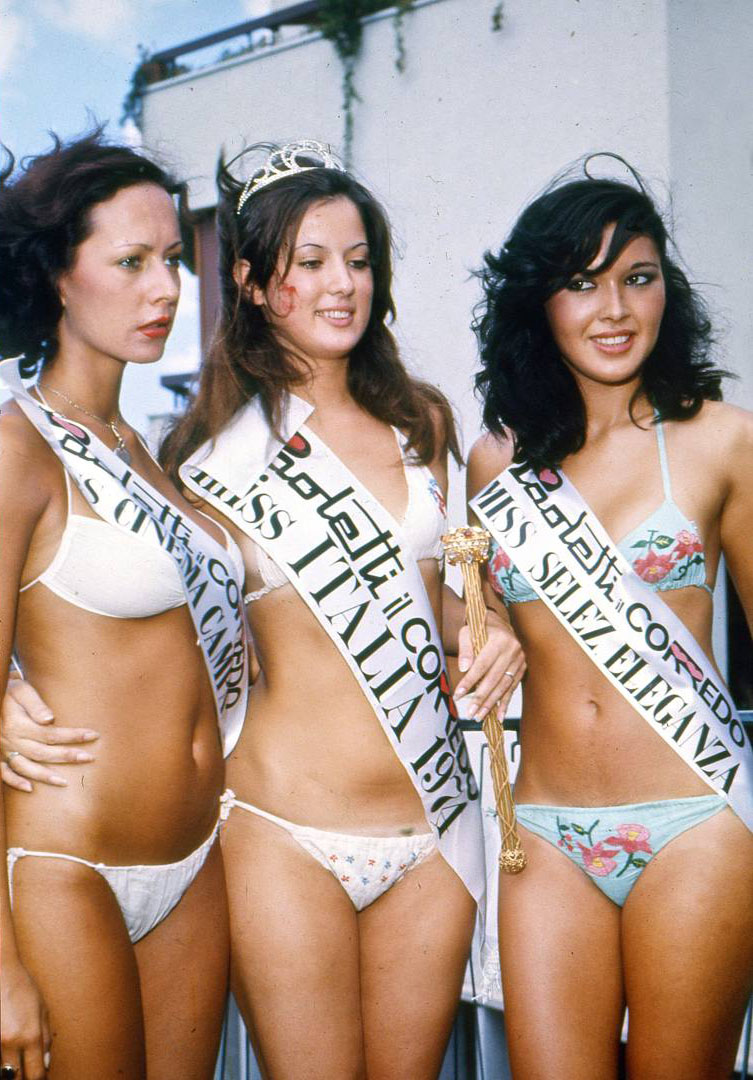
Mary Montefusco, Loredana Piazza et Lilli Carati au concours de Miss Italie 1974.

Lilli Carati a dix-huit ans quand elle s'installe seule à Rome et participe à son premier tournage aux côtés de Joe Cocker et d'Alberto Sordi sous la direction de Sergio Corbucci. Elle enchaîne ensuite les rôles principaux dans le cinéma de genre, le plus souvent dans des films d'action ou des films de charme. La comédie érotique à l'italienne connait d'ailleurs sa période faste au moment où elle tourne La Prof du bahut de Michele Massimo Tarantini ou Ma copine de la fac de Mariano Laurenti. On la voit, dans le même registre, dans Candido erotico (it) et C'è un fantasma nel mio letto (it), deux réalisations de Claudio Giorgi (it), et dans Senza buccia (it) de Marcello Aliprandi. Nouvelle vedette du cinéma érotique, elle pose pour les magazines de charme Playmen, Playboy et Lui.
Elle tient aussi des rôles important dans des poliziotteschi, œuvres au contenu plus politique et plus en prise avec la société italienne de l'époque comme Un flic très spécial avec Tomás Milián ou SOS jaguar, opération casse gueule. Elle est, en 1978, la tête d'affiche de Violez les otages ! aux côtés d'Ines Pellegrini et de Dirce Funari. Le film, dans lequel elle interprète une terroriste, lui donne l'occasion d'éprouver son talent de comédienne dans un rôle à contre-emploi. La même année, elle partage avec Gloria Guida la vedette du tragique et provocant Avoir vingt ans de Fernando Di Leo qui gagne rapidement un statut de film culte.
Pasquale Festa Campanile, dont elle partage un temps la vie, la fait tourner dans deux films : Il corpo della ragassa avec Enrico Maria Salerno, une variation sur le thème de Pygmalion qui lui offre peut-être son meilleur rôle, et Mon curé va en boîte avec Adriano Celentano en prêtre-danseur. L'actrice est alors reconnue et sa popularité est à son faîte. On la retrouve aussi, au début des années 1980, dans deux productions espagnoles, Buitres sobre la ciudad et Habibi, amor mio (it).
Un accident de la route survenu en juillet 1981 marque un coup d'arrêt dans sa carrière et la tient éloignée des plateaux pendant trois ans. Elle fait son retour au cinéma en 1984, enchaînant quatre films érotiques sous la direction de Joe d'Amato, qu'elle a rencontré par l'intermédiaire de son amie Jenny Tamburi. Dans L'Alcôve, La Femme pervertie et Voglia di guardare, elle partage l'affiche avec Laura Gemser. Après Lussuria (it), le réalisateur prévoit même une cinquième collaboration avec elle avant de se raviser et de lui préférer au dernier moment Eva Grimaldi pour jouer le personnage principal dans La monaca del peccato. L'actrice semble en effet ne plus être en état d'assumer un vrai rôle au cinéma.

### Dépression, héroïne et porno
Depuis quelques années, Lilli Carati s'enfonce dans la toxicomanie, détruisant sa santé et ses capacités de travail. Maladivement timide et faible de caractère, l'actrice est peu préparée à la vie de vedette. Esseulée à Rome, elle tente de surmonter ses crises d'angoisse par la prise de cannabis, d'amphétamines, puis de cocaïne avant de sombrer dans la dépendance à l'héroïne. Sa jeunesse et une certaine innocence en font aussi une proie facile pour les manipulateurs de toutes sortes.
Délaissée par le cinéma, à court d'argent, elle doit, comme Paola Senatore quelques mois auparavant, accepter de tourner dans des films pornographiques pour répondre à son addiction. Après l'avoir mise en scène dans le moyen métrage Lilli Carati's Dreams, Giorgio Grand (it) la fait passer à la pornographie avec Una moglie molto infedele (it). Elle y a notamment Rocco Siffredi, Roberto Malone et Christophe Clark pour partenaires. Le succès est au rendez-vous et trois autres films suivent avec le même réalisateur. Elle pose aussi pour des revues comme Men et Gin fizz.
La déchéance de la comédienne prend une autre tournure quand, en mai 1988, elle est arrêtée en possession d'héroïne. Mise en détention, elle se taillade les veines dans sa cellule,. Elle tourne une dernière fois dans The Whore (it), une production américaine d'Alex de Renzy, avant de tenter de se donner la mort, en mai 1989, en se défenestrant du domicile familial. Elle se brise trois vertèbres et doit passer trois mois alitée mais trouve dans cette épreuve la motivation qui lui permettra de changer de vie et d'entamer une sévère désintoxication. En février 1994, la Rai lui consacre un documentaire, Lilli, una vita da eroina.

### Le retour à la lumière et la mort
Étant toujours connue, elle fait son retour médiatique le 9 juillet 2008, revenant sur sa carrière comme sur les heures les plus sombres de sa vie dans un entretien diffusé sur la Rai 2. Elle participe à une soirée qui lui est consacrée à la médiathèque de San Giovanni in Persiceto et tourne dans Latin Surprise, un mini-documentaire sur l'industrie du luxe. Elle dit consacrer désormais beaucoup de son temps à ses parents, qui l'ont soutenue dans ses épreuves, et avec qui elle vit toujours près de Varèse. Elle confie aussi son désir de retrouver les plateaux et son métier de comédienne.
Le retour de Lilli Carati à l'écran semble devoir se concrétiser quand, en 2011, le réalisateur Luigi Pastore (it) lui propose d'incarner la protagoniste de son giallo, La fiaba di Dorian. Le tournage débute en 2012, une bande-annonce est réalisée mais le travail est rapidement interrompu quand on lui diagnostique une tumeur au cerveau,. Lilli Carati est emportée par le cancer le 21 octobre 2014.

## Filmographie

### Films classiques
- 1975 : Di che segno sei? de Sergio Corbucci
- 1976 : La Prof du bahut (La professoressa di scienze naturali) de Michele Massimo Tarantini : Stefania Marini
- 1976 : Un flic très spécial (Squadra antifurto) de Bruno Corbucci : Vanessa
- 1977 : L'avvocato della mala (it) d'Alberto Marras (it) : Paola
- 1977 : Ma copine de la fac (La compagna di banco) de Mariano Laurenti : Simona Girardi
- 1977 : Candido erotico (it) de Claudio Giorgi (it) : Charlotte
- 1977 : SOS Jaguar : Opération Casse-gueule (Poliziotto sprint) de Stelvio Massi : Francesca
- 1978 : La Fin du monde dans notre lit conjugal (La fine del mondo nel nostro solito letto in una notte piena di pioggia) de Lina Wertmüller :
- 1978 : Avoir vingt ans (Avere vent'anni) de Fernando Di Leo : Tina
- 1978 : Violez les otages ! (Le evase - Storie di sesso e di violenze) de Giovanni Brusadori : Monica Hadler
- 1979 : Il corpo della ragassa de Pasquale Festa Campanile : Teresa Aguzzi
- 1979 : Senza buccia (it) de Marcello Aliprandi : Barbara
- 1980 : Buitres sobre la ciudad de Gianni Siragusa :
- 1980 : Mon curé va en boîte (Qua la mano) de Pasquale Festa Campanile : Rossana
- 1981 : Il marito in vacanza de Alessandro Lucidi et Maurizio Lucidi : Lucia Corradini
- 1981 : Habibi, amor mio (it) de Luis Gomez Valdivieso (it) : Habibi
- 1981 : C'è un fantasma nel mio letto (it) de Claudio Giorgi (it) : Adelaide Ferretti
- 1984 : Il momento magico de Luciano Odorisio :
- 1984 : La Retape (L'alcova) de Joe D'Amato : Alessandra
- 1985 : La Femme pervertie (Il piacere) de Joe D'Amato : Fiorella
- 1986 : La Fille aux bas nylon (Voglia di guardare) de Joe D'Amato : Francesca
- 1986 : Lussuria (it) de Joe D'Amato : Marina
- 1987 : Lilli Carati's Dreams, moyen métrage de Giorgio Grand (it) : Lilli Carati
- 2012 : La fiaba di Dorian de Luigi Pastore (it) : Dorian (inachevé)

### Films X
- 1987 : Una moglie molto infedele (it) de Giorgio Grand (it) : Maria
- 1988 : Il vizio preferito di mia moglie (it)  de Giorgio Grand (it) : madame Ferroni
- 1988 : Una ragazza molto viziosa (it)  de Giorgio Grand (it) : Kathy
- 1988 : Una scatenata moglie insaziabile (it)  de Giorgio Grand (it) :
- 1989 : The Whore (it) (Le superscatenate) d'Alex de Renzy et Henri Pachard : Gina